# Axel Weber (Leichtathlet)
Axel Weber (* 19. Mai 1954 in Jena; † 29. Mai 2001 ebenda) war ein deutscher Stabhochspringer, der für die DDR startete.
Beim Leichtathletik-Weltcup wurde er 1977 in Düsseldorf Dritter und 1979 in Montreal Sechster.
Bei den Olympischen Spielen 1980 in Moskau schied er in der Qualifikation aus. 1981 kam er beim Weltcup in Rom auf den fünften Platz.
Fünfmal wurde er DDR-Meister (1976, 1977, 1979, 1980, 1981) und viermal DDR-Hallenmeister (1979, 1980, 1981, 1982). Seine persönliche Bestleistung von 5,50 m stellte er am 31. Mai 1980 in Potsdam auf.  
Axel Weber startete für den SC Motor Jena.